# Rhopalomyzus grabhami
Rhopalomyzus grabhami är en insektsart som först beskrevs av Cockerell, T.D.A. 1903.  Rhopalomyzus grabhami ingår i släktet Rhopalomyzus och familjen långrörsbladlöss. Inga underarter finns listade i Catalogue of Life.